# Conector F

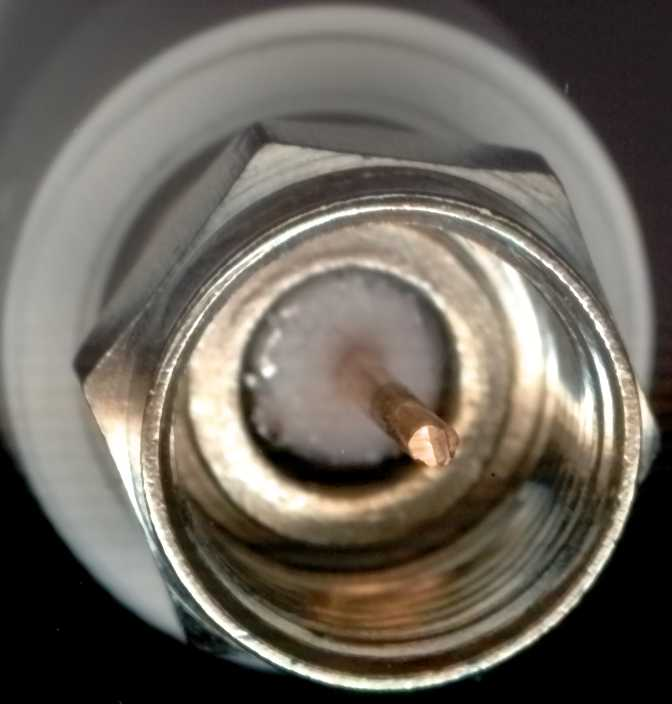
Conector F macho.

El conector F es un tipo de conector para cable coaxial de radiofrecuencia, de uso común en la televisión terrestre por antena aérea, televisión por cable y universal para la televisión por satélite y los cablemódems, por lo general con el cable RG-6 o en instalaciones antiguas con RG-59.
Fue inventado por Eric E. Winston en la década de 1950, mientras trabajaba para Jerrold Electronics en el desarrollo de la televisión por cable.
En la década de 1970 se convirtió en lugar común para las conexiones de televisión de la antena de VHF, cuando el cable coaxial reemplazó al cable bifilar, y más tarde también para UHF.

## Características

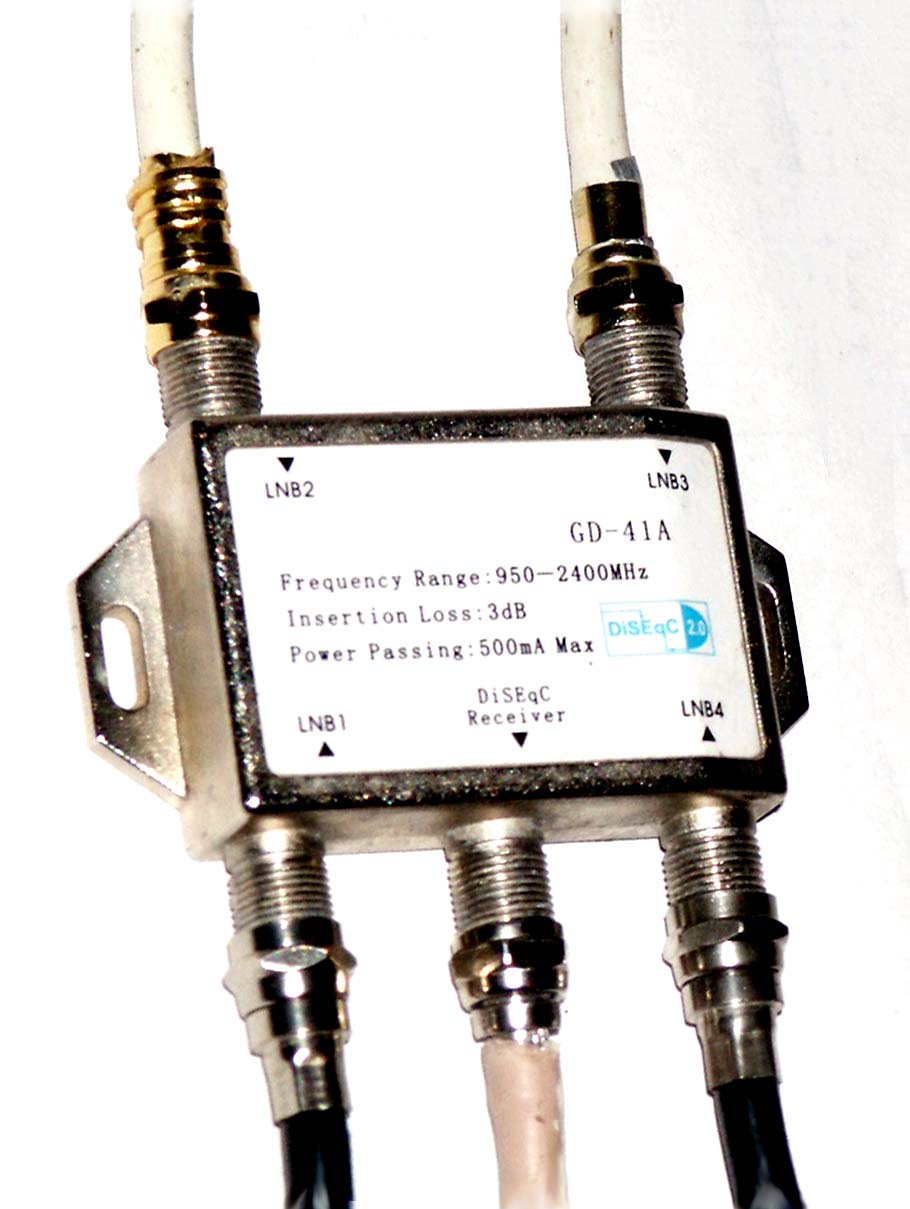
Conectores F unidos a un interruptor DiSEqC de cuatro vías.

El conector F es barato y sin embargo tiene 75 ohmios (75 Ω) de adaptación de impedancia hasta 1 GHz y cuenta con un ancho de banda utilizable de hasta varios GHz. Una de las razones de su bajo costo es que utiliza el conductor sólido (cable central) de los tipos especificados de cable coaxial como pin del conector macho. Este diseño está sujeto a las propiedades de la superficie del conductor interno (que debe ser alambre sólido) y que no es resistente a la corrosión, por lo que son necesarias  versiones resistentes al agua para uso exterior (por ejemplo, en las antenas).
Se suele prensar, o a veces atornillar, el cuerpo del conector macho sobre la malla exterior expuesta. El estándar en la industria del cable actualmente es el uso de accesorios de compresión.
Los conectores hembras tienen hilos UNEF 3/8-32 (9.525mm de diámetro). La mayoría de los conectores macho tienen un anillo de conexión roscado, aunque también hay disponibles versiones encastrables. Las terminaciones de los conectores F encastrables presentan un blindaje pobre contra las señales que le llegan por el aire (por ejemplo, una instalación de televisión por cable -hecha con conectores F- puede ser interferida fácilmente por un transmisor de TV  que se encuentre cerca).

## Conector F a prueba de intemperie
Algunos suministradores de componentes, tienen en su catálogo conectores F a prueba de intemperie (impermeables al agua). Se consigue la estanqueidad mediante la inserción de una junta tórica de unos 7 mm (anillo "O") entre el conector macho y el conector hembra antes de apretarlos, quedando la unión estanca al agua.

## Usos
Es adecuado para las instalaciones de uso doméstico, terrestre, cable y televisión satelital y ofrece mejoras significativas sobre el conector Belling-Lee (IEC 169-2) utilizado en Europa para receptores terrestres.
Se requiere un poco más de atención para la correcta instalación del conector macho al cable, que con el tipo Belling-Lee, y se debe estar atento a la calidad del conector y a la coincidencia con el tamaño de cable.